# Nepenthes epiphytica
Nepenthes epiphytica là một loài nắp ấm thuộc họ Nắp ấm. Đây là loài chỉ có ở các huyện Berau và Đông Kutai của Đông Kalimantan, Borneo, nơi nó mọc ở độ cao khoảng 1000 m trên mực nước biển. Prior to its formal description as a species, N. epiphytica đã được xem là một biến thể của loài có quan hệ gần gũi N. fusca. Nepenthes epiphytica thuộc tổ hợp được định nghĩa lỏng lẻo N. maxima, cũng bao gồm N. boschiana, N. chaniana, N. eymae, N. faizaliana, N. fusca, N. klossii, N. maxima, N. platychila, N. stenophylla, và N. vogelii.